# Taraxacum viridescens
Taraxacum viridescens — вид квіткових рослин з родини айстрових (Asteraceae). Ареал: Австрія, Польща, Швейцарія; це багаторічна рослина помірних біомів.